# Valea Lungă (Alba)
Valea Lungă is een gemeente in Alba. De gemeente ligt in de regio Transsylvanië, in het westen van Roemenië.

## Toponymie
Tot 1920 maakte het deel uit van Hongarije en noemde het dorp Hosszúaszó. Deze naam wordt nog steeds gebruikt door de Hongaarse minderheid.

## Geschiedenis
Van 1876 tot 1920 was het de districtshoofdstad van het gelijknamige district Hosszúaszó, een deel van het vroegere comitaat Kis-Küküllő.
Steden met gemeentestatus: Alba Iulia · Aiud · Blaj · Sebeș

Steden zonder gemeentestatus: Abrud · Baia de Arieș · Câmpeni · Cugir · Ocna Mureș · Teiuș · Zlatna

Gemeenten: Albac · Almaşu Mare · Arieșeni · Avram Iancu · Berghin · Bistra · Blandiana · Bucium · Câlnic · Cenade · Cergău · Ceru-Băcăinți · Cetatea de Baltă · Ciugud · Ciuruleasa · Crăciunelu de Jos · Cricău · Cut · Daia Română · Doștat · Fărău · Galda de Jos · Gârda de Sus · Gârbova · Hopârta · Horea · Ighiu · Întregalde · Jidvei · Livezile · Lupșa · Lopadea Nouă · Lunca Mureșului · Meteș · Mihalț · Mirăslău · Mogoș · Noșlac · Ocoliș · Ohaba · Pianu · Poiana Vadului · Ponor · Poșaga · Rădești · Râmeț · Rimetea · Roșia de Secaș · Roșia Montană · Sălciua · Săliștea · Sâncel · Săsciori · Sântimbru · Scărișoara · Stremț · Șibot · Sohodol · Șpring · Șugag · Șona · Unirea · Vadu Moților · Valea Lungă · Vidra · Vințu de Jos